# 大辫鱼
大辫鱼（学名：Ijimaia dofleini）为辫鱼科大辫鱼属的鱼类。分布于日本海以及台湾海峡等，属于西太平洋深海鱼类，棲息深度可達1281公尺。其體長可達170公分。该物种的模式产地在日本相模湾。

## 扩展阅读
維基物種上的相關：大辫鱼